# سرفة
مبيدة الأَرْق أو السرفس أو ذبابة السيرفيد أو السِرْفَة[بحاجة لمصدر] (الاسم العلمي: Syrphus) هي جنس من الحيوانات يتبع فصيلة السِرْفَات من الرتبة ذوات الجناحين.

## أنواعها
- سرفة واهنة
- سرفة كورانية
- سرفة منقسمة
- سرفة دوزبرغية
- سرفة متشابكة
- سرفة كنابية
- سرفة أحادية العين
- سرفة مفترضة
- سرفة مستقيمة
- سرفة ريبسية
- سرفة سداسية النقط
- سرفة سونورية
- سرفة ياقوتية
- سرفة زجاجية الأجنحة
- سرفة لامعة
- سرفة شوراوية